# Neočekávaný dýchánek
Neočekávaný dýchánek je česká hudební skupina z Prahy hrající world music. Na její hudbě jsou převážně znát vlivy východoevropského folklóru, ale také klezmeru, etnickou hudbou a podobně.

## Historie
Kapela byla založena roku 1992, od roku 2012 již nehraje. Ve své tvorbě propojuje hospodský šraml a etnické vlivy zejména z východní hudby. Členové skupiny se mimo jiné podíleli na založení legendárního festivalu Litoměřický kořen. Skupina byla personálně propojena s dalšími žánrově propojenými skupinami, například se seskupením Ahmed má hlad.

## Obsazení

### Současné obsazení
- Antonín Hluštík – elektrická kytara, zpěv
- Zuzana Hanzlová – zpěv, flétna, texty
- Jaroslav Richter – mandolína
- Michal Šmíd – akordeon, kytara, zpěv, hudba, dříve také texty
- Michal Hroza – saxofon, klarinet
- Ondřej Tichý – kontrabas
- Jan Pydych – bicí
- Jan Vondryska – trubka

### Bývalí členové
- Lucie Horáková-Richterová – viola (1992–2000)
- Michal Hrubý – altsaxofon, klarinet, akordeon, zpěv (1992–1995; zakládající člen, kapelník a zpočátku hlavní autor)
- Martin Kopecký – baskytara (1992–1996)
- Tomáš Dubský – bicí (1995–1997)
- Václav Trojan – viola (2000–2001)
- Milan Tichý – trubka, křídlovka (2000–2003)
- Petr Kadaník – bicí (1997–2006)

## Diskografie
- Demo 98 (zvaný také Live Železná) – živá nahrávka z JazzClubu Železná, 1998, MC
- Neočekávaný dýchánek, 2000
- Plod, 2003
- Plech, 2010[4]